# A-14
L'A-14 o Autovia de la Ribagorça (Autovía de la Ribagorza, oficialment) és una autovia d'accés al Pirineu i a França parcialment construïda, d'una longitud total aproximada de 50 km. Travessa part del seu trajecte a Catalunya i una altra part a Aragó.
L'autovia comença a la Partida de Canet, prop de Lleida, al punt quilomètric 460,5 de l'A-2, i finalitzarà a Benavarri. Actualment, només es troben en servei els trams Lleida (A-2) - Alguaire i Alguaire - Almenar, que fan un total de 16,2 km.
Actualment hi passa la N-230, però com que el trajecte és més curt per arribar a França respecte altres passos fronterers és molt usat per camions, cosa que dificulta el trànsit i provoca nombrosos accidents. És per això que diversos alcaldes de la zona han reivindicat aquesta autovia per fer més fluid el trànsit i rebaixar la perillositat de l'actual via.
Va començar quan el 2001, alcaldes d'Areny de Noguera, El Pont de Montanyana i El Pont de Suert, van demanar al Ministeri de Foment que construís una autovia. El 2002 el Ministeri de Foment va redactar l'avantprojecte que incloïa tots els 187 quilòmetres d'autovia, però els alcaldes de la Vall d'Aran es van queixar perquè una autovia de 4 carrils impactaria negativament a la comarca. El 2004 més alcaldes de la comarca del Segrià van demanar l'autovia al Ministeri de Foment. Aquest va redactar un nou avantprojecte que tan sols era de 94,97 km, ja que des de Sopeira fins a França no hi hauria autovia per l'estretor de la vall. Més tard Joaquim Nadal, el conseller de Política Territorial i Obres Públiques, va anunciar que des que finalitzaria l'autovia fins a la boca sud del Túnel de Vielha seria una Via Ràpida, però a principis del 2005, el Ministeri de Foment va dir que el que havia dit Joaquim Nadal no seria així i que la carretera continuaria sent igual que ara. A principis de 2006 el Ministeri de Foment va fer un estudi d'impacte ambiental, i el juny de 2006, va licitar els primers 15 km. L'agost de 2006 l'associació ecologista IPCENA va dir que no es justificava el motiu de la construcció de l'autovia. Actualment hi ha dos trams en obres, i dels altres se n'està redactant el projecte.
El 2007 amb la licitació dels dos estudis informatius (Sopeira - Frontera Francesa), es desmentiren les intencions del Ministeri de Foment de no condicionar aquest tram de carretera.
El tram entre Benavarri i Sopeira, que en 2021 l'estat va descartar transformar en autovia, es dotarà d'un tercer carril per facilitar els avançaments i guanyar seguretat.

## Denominació
L'autovia, oficialment, s'anomena Autovía de la Ribagorza, com es pot veure als rètols instal·lats a la sortida de Lleida, ja que el Ministeri de Foment s'ha negat a retolar en català. L'Ajuntament d'Almacelles, va sol·licitar al Ministeri de Foment la rotulació en bilingüe de la denominació de l'autovia A-14. També s'exposa el fet que aquesta denominació en bilingüe es fa en altres autovies, quan l'autovia en qüestió travessa territoris on hi ha més d'una llengua cooficial, com és el cas de l'Autovia de las Rías Bajas/Das Rias baixas, per citar un exemple. Però el govern espanyol no en vol sentir ni a parlar.

## Trams de l'autovia
| Identificador | Tram                                                | Estat (2018)                                                                                        | Km   |
| ------------- | --------------------------------------------------- | --------------------------------------------------------------------------------------------------- | ---- |
| A-14          | Lleida (A-2) - Alguaire                             | En servei (obertura el 17 de juliol de 2017) Construcció Acciona Infraestructuras (2013-2017)       | 5,9  |
|               | Alguaire - Almenar                                  | En servei (obertura el 19 de maig de 2012) Construcció CRC Obras y Servicios, S.L. (2009-2012)      | 10,3 |
|               | Almenar - L.P. Osca                                 | Nova redacció del projecte. (pendent sotmetre-ho a informació pública i probable licitació al 2017) | 7,3  |
|               | L.P. Lleida - Cruïlla amb la carretera d'El Campell | En redacció del projecte (projecte adjudicat l'01/10/2008)                                          | 11,8 |
|               | Cruïlla amb la carretera d'El Campell - Purroi      | En redacció del projecte (projecte adjudicat l'01/10/2008)                                          | 13   |
|               | Purroi - Benavarri Est                              | En redacció del projecte (projecte adjudicat el 06/08/2009)                                         | 11,4 |
|               | Benavarri Est - Viacamp                             | Descartat                                                                                           | -    |
|               | Viacamp - El Pont de Montanyana Nord                | Descartat                                                                                           | -    |
|               | El Pont de Montanyana Nord - Sopeira                | Descartat                                                                                           | -    |
| N-230         | Sopeira - Boca Sud del Túnel de Vielha              | Descartat                                                                                           | -    |

## Sortides (Direcció Vielha)
| Sortida   | Nom de sortida                                               | Quilometre | Carretera que enllaça |
| --------- | ------------------------------------------------------------ | ---------- | --------------------- |
| Autopista | Inici de la A-14 a l'enllaç amb l'A-2                        | 0          | A-2                   |
| 8         | Aeroport d'Alguaire Alguaire (N-230)                         | 9          | N-230                 |
| 15        | Fi temporal de l'A-14 Almenar (N-230) (inserció provisional) | 16         | N-230                 |
|           | obres                                                        |            |                       |

## Sortides (Direcció Lleida)
| Sortida         | Nom de sortida                                          | Quilometre | Carretera que hi enllaça |
| --------------- | ------------------------------------------------------- | ---------- | ------------------------ |
| 15              | Entrada a l'A-14 Almenar (N-230) (inserció provisional) | 16         | N-230                    |
| 8               | Aeroport d'Alguaire Alguaire (N-230)                    | 9          | N-230                    |
| Final d'autovia | Fi de l'A-14 Enllaç amb l'A-2 Lleida-Barcelona          | 0          | A-2                      |
|                 | obres                                                   |            |                          |